# Abudefduf concolor
Abudefduf concolor là một loài cá biển thuộc chi Abudefduf trong họ Cá thia. Loài này được mô tả lần đầu tiên vào năm 1862.

## Từ nguyên
Từ định danh trong danh pháp theo tiếng Latinh có nghĩa là "có màu đồng nhất", hàm ý đề cập đến các tông màu nâu trên toàn thân của loài cá này.

## Phạm vi phân bố và môi trường sống
A. concolor xuất hiện dọc theo bờ biển Đông Thái Bình Dương. Loài này được ghi nhận từ Guatemala trải dài đến Peru, bao gồm quần đảo Galápagos, đảo Cocos và đảo Malpelo ngoài khơi.
A. concolor sống gần những rạn san hô và bờ biển đá ở vùng gian triều, độ sâu đến ít nhất là 5 m.

## Mô tả
A. concolor có chiều dài cơ thể tối đa được ghi nhận là 19 cm. Cơ thể có màu nâu xám đến nâu sẫm với những vệt sọc màu trắng nhạt; vùng bụng sáng màu hơn thân trên. Vảy cá viền đen sẫm. Vây bụng màu trắng. Đốm đen hình nêm ở gốc vây ngực.
A. concolor trước đây được xem là một danh pháp đồng nghĩa của Abudefduf declivifrons nhưng đã được công nhận là một loài riêng biệt dựa vào những bằng chứng di truyền.
Số gai ở vây lưng: 13; Số tia vây ở vây lưng: 12–13; Số gai ở vây hậu môn: 2; Số tia vây ở vây hậu môn: 10–12; Số tia vây ở vây ngực: 18–20.

## Sinh thái học
Thức ăn của A. concolor có thể là tảo và các loài giáp xác nhỏ. Cá đực có tập tính bảo vệ và chăm sóc trứng.